# Canville-les-Deux-Églises
Canville-les-Deux-Églises – miejscowość i gmina we Francji, w regionie Normandia, w departamencie Sekwana Nadmorska.
Według danych na rok 1990 gminę zamieszkiwało 239 osób, a gęstość zaludnienia wynosiła 41 osób/km² (wśród 1421 gmin Górnej Normandii Canville-les-Deux-Églises plasuje się na 666. miejscu pod względem liczby ludności, natomiast pod względem powierzchni na miejscu 623.).